# Diogo Furtado
Diogo Furtado (Lisboa, 1906 — 1964), foi um médico militar português que se distinguiu na área da neuropsiquiatria.
Diogo Furtado, deixou uma vastíssima obra sobre neurologia.

## Obras (trabalhos de investigação)
- Um estranho caso de histeria
- Relatório da Sociedade Médica dos Hospitais Civis
- Medicina psicossomática : ponto de vista de um neurologista
- Um homem e uma obra
- Ensaios clínicos com um novo antiepiléptico
- Mielose funicular
- Elementos de electroencefalografia
- Síndromes neurológicos das neoplasias malignas
- As psicoses epilépticas intercríticas
- Do espírito e dos seus males
- Sistemática das depressões e suas terapêuticas
- Sistema reticular, funções vitais e funções psiquicas
- Reanimação neuro-respiratória
- Esquizofrenia e psicoses colectivas
- Traumatologia crânio-cerebral dos boxeurs
- As formas inaparentes da epilepsia e as suas repercussões escolares
- A distrofia da fome e os seus aspectos neuropsiquiátricos
- Aspectos otoneuroftalmológicos dos plasmacitomas
- Acção assistencial da Casa de Saúde de Carnaxide (obra conjunta com Barahona Fernandes)
- Problemas clínicos e terapêuticos das tromboses cerebrais
- Vultos e problemas
- Os médicos especialistas na medicina castrense
- A arte e a doença de Van Gogh
- Estudos sobre o crime de um esquizofrénico (obra conjunta com Afonso de Vasconcelos)
- Psicanálise e sua situação entre nós
- Polimiosite da menopausa (obra conjunta com J. Neves da Silva)
- Síndromes neurológicos das neoplasias malignas
- Problemas das lipidoses nervosas
- Obsessões, personalidade anancástica e doença física
- Evolução da amiotrofia espinal infantil
- Criptocose meningo-encefálica
- Estudo de um caso de metástases de melanoma no tronco cerebral (obra conjunta com Afonso de Vasconcelos e J. Neves da Silva)
- Encefalite por gripe asiática (obra conjunta com J. Neves da Silva)
- Ensaios clínicos e experimentais com imipramina (Tofranil)
- O sono e os seus problemas
- Síndromes neurológicos das neoplasias malignas
- Terapêutica da esclerose lateral amiotrófica pela vitamina E (obra conjunta com Orlando Ribeiro de Carvalho)
- O crime como destino
- Neuropatias paracancerosas
- O cancro do pulmão visto por um neurologista
- Plasmocitona e neuropatia periférica